# Borosferen

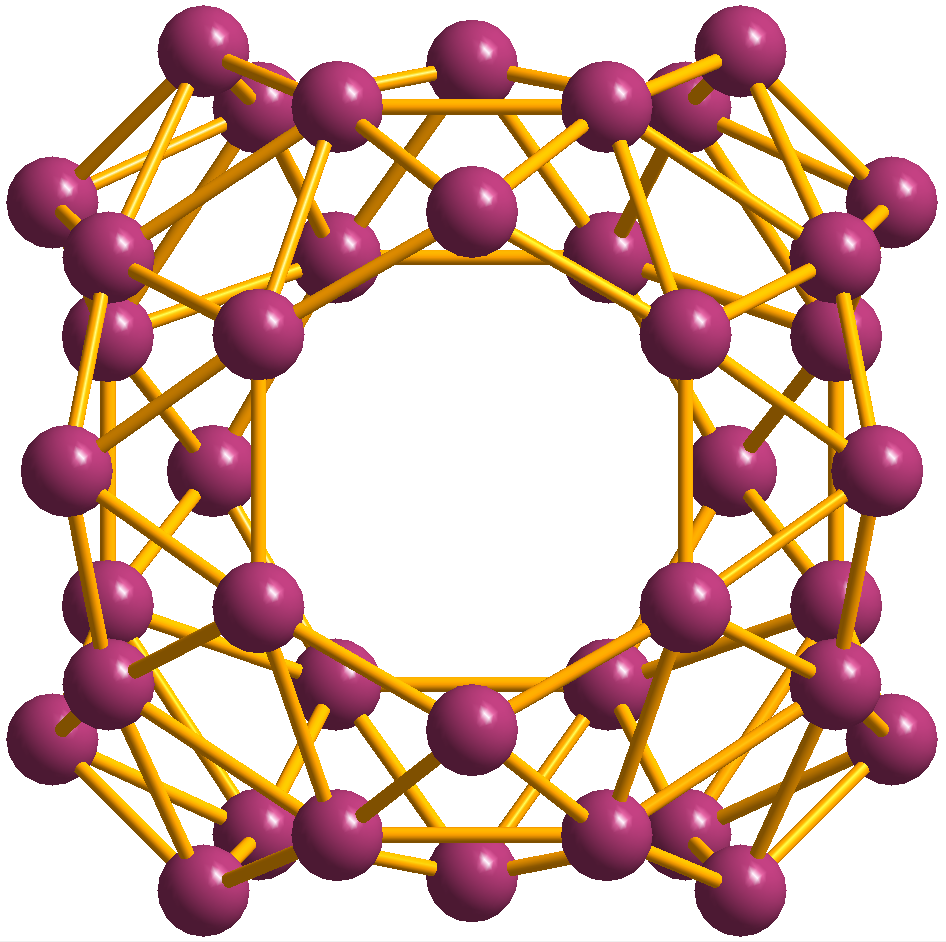
Model borosferenu, B_{40}

Borosferen (B40) je molekulární klastr skládající se ze 40 atomů boru. Je podobný buckminsterfullerenu, ale má jinou symetrii, molekula obsahuje velmi neobvyklou sedmiúhelníkovou stěnu. Příprava byla poprvé popsána v roce 2014 v časopise Nature Chemistry.

## Struktura
Borosferen má dvojčetnou osu symetrie, nejde tedy o kulovou molekulu, jako je buckminsterfulleren (má tvar ikosaedru). Patří do bodové grupy symetrie D2d, skládá se ze 48 trojúhelníků umístěných mezi čtyřmi sedmičlennými a dvěma šestičlennými kruhy. Obsahuje čtyři sady osmi ekvivalentních atomů boru a dvě sady čtyř ekvivalentních atomů boru. Každý atom je vázán ke čtyřem až pěti sousedním atomům.
Výpočetními metodami byly předpovězeny dvě možné formy molekuly B40, fotoelektronovou spektroskopií byla potvrzena klastrová forma.